# Мајанска религија
Мајанска религија (енгл. Maya religion), скуп веровања, обичаја и ритуала народа Маја у периоду пре шпанског освајања и примања хришћанства.

## Историја
У време шпанског освајања (1519-1697) народи Маја имали су развијену политеистичку религију са организованим професионалним свештенством, сложеним ритуалима и религиозним списима (написаним мајанским писмом, од којих је до данас сачувано свега три или четири).
Изворни богови Маја били су једноставна персонификација сила природе које су непостредно утицале на живот обичних људи. Са увођењем гајења кукуруза, пантеон је проширен како би укључио божанства пољопривреде и плодности, чија је стална добра воља постала важна. Касније, са формирањем мајанске цивилизације и увођењем календара, хронологије и хијероглифског писма, пантеон је поново проширен како би укључио нова божанства астрономије и календара, чије је функција била далеко специфичнија него код старих божанстава природе. Нови богови захтевали су и професионално свештенство које је могло да им служи и тумачи њихову вољу. Тако се мајанска религија развијала пуних 6 векова током класичног периода мајанске цивилизације (300-900. године): религија је постајала сложенија, богови специјализованији, свештенство организованије и ритуали комликованији, али без велике употребе људских жртава и идола.
Историчари се слажу да су масовно приношење људских жртава и обожавање идола стигли на Јукатан са освајачима из Мексика у 10. веку. Људске жртве практиковане су и у класично доба, али биле су релативно ретке. Тек у посткласично доба почело је масовно приношење људских жртава боговима,  у складу са обичајима који су преовладавали у централном Мексику у то време.

## Пантеон
Маје имају богат и разноврстан пантеон који одражава раслојеност њиховог друштва и изражава њихово дуалистичко схватање света, са боговима који се деле на добре и зле. Док је већина богова била релативно малог значаја, већина обичног народа поштовала је Чака, бога кише, од чије је добре воље зависио успех жетве.
- Ицамна, господар неба и врховни бог Маја, најважнији бог свештеника и оснивач цивилизације Маја.[2]
- Чак, бог кише, најпопуларнији бог.[2]
- Бог кукуруза, Јум Какс.[2]
- Ах Пуч, бог смрти.[2]
- Шаман Ек, бог звезде Северњаче.
- Ек Чуах, црни бог рата и путујућих трговаца.
- Кукулкан, бог ветра.
- Ишчел, богиња мајка.[2] Богиња трудноће, предења, поплава и Месеца.
- Иштаб, богиња самоубиства.
- Хунаб Ку, једини бог, створитељ света. Мајанско име за хришћанског бога у време покрштавања Маја током 16. века.[2]